# 約克白玫瑰

約克玫瑰

約克白玫瑰（White Rose of York）是一個白色玫瑰圖案，也是約克王朝和約克郡的象徵。約克白玫瑰的歷史開始於14世紀第一代約克公爵蘭利的埃德蒙時期。玫瑰戰爭期間，白玫瑰成為約克對抗蘭開斯特王朝的標誌。

## 外部連結
- The White Rose on History of York （页面存档备份，存于）